# Gitterligningen
Gitterligningen beskriver, den afbøjning der sker, når lys passerer et optisk gitter. Et sådant gitter kan eksempelvis være et transmissionsgitter, som består af en række spalter, der alle har den samme afstand imellem sig. Idet lyset kan beskrives som en bølge, vil det ifølge Huygens princip udbrede sig som ringe fra hver spalte. Når disse ringbølger interfererer med hinanden på den anden side af gitteret vil de danne et interferensmønster, hvor lyset er opdelt i såkaldte ordner.

## Ligningen
En plan lysbølge i fase rammer et optisk gitter, som står vinkelret til lysstrålen. På den anden side er en skærm opstillet parallelt til gitteret, hvor lyset nu danner adskillige punkter på række. Punkt 0 ligger i lysbølgens oprindelige bevægelsesretning, punktet tættest på er punkt 1 og så fremdeles. Punktet {\displaystyle n} betegnes som ordenen. Punkt 0, punkt {\displaystyle n} og det optiske gitter danner en trekant, og vinklen ved det optiske gitter kan kaldes for {\displaystyle \varphi _{n}}, og afstanden mellem to spalter i gitteret, gitterkonstanten, kaldes for {\displaystyle d}. Jf. gitterligningen gælder:
{\displaystyle d\sin \varphi _{n}=n\lambda }
hvor {\displaystyle \lambda } er lysets bølgelængde.

## Udledning
For at udlede gitterligningen betragtes lys som en bølge. Når den plane bølge rammer spalterne, vil den sprede sig i ringe fra hver enkelt spalte. Dette giver interferens og mønstret på skærmen er derfor et interferensmønster. For at der kan være et punkt, skal der være konstruktiv interferens, og dermed skal den tilbagelagte vej fra hvert spalte være forskellige med et helt antal bølgelængde. Vejlængdeforskellen {\displaystyle \delta } mellem to nabospalter for en vinkel {\displaystyle \varphi } er:
{\displaystyle \delta =d\sin \varphi }
Det antages her, at afstanden mellem gitter og skærm er meget stor, så vinklen er den samme for begge spalter. For en vinkel med inferens {\displaystyle \varphi _{n}} er vejlængdeforskellen også lig med et {\displaystyle n} antal bølgelængder:
{\displaystyle \delta _{n}=n\lambda }
Dermed er gitterligningen:
{\displaystyle d\sin \varphi _{n}=n\lambda }
Denne form for diffraktion kaldes for Fraunhofer-diffraktion.